# Monumento a Espartero (Logroño)
El monumento al General Espartero de Logroño (España) es un gran conjunto escultórico de 11.130 kilos de bronce, cuya parte principal es una estatua ecuestre que representa al político y militar Baldomero Espartero, quien fuera regente de España con Isabel II como reina. Está situado en el Paseo del Príncipe de Vergara o Paseo del Espolón de esta ciudad.
La esposa del general Espartero, Doña María Jacinta Martínez de Sicilia y Santa Cruz, era natural de Logroño, siendo ésta la ciudad en la que ambos residieron parte de su vida y fallecieron.
Está ubicada en el centro de una fuente de forma circular, sobre un pedestal elevado y rodeada por cuatro leones tumbados, también en bronce; dos dormidos y otros con la cabeza levantada. Todo el conjunto reposa sobre una plataforma a modo de escalón en el centro de la fuente. En el borde de esta plataforma se leen catorce palabras en bronce, relacionadas con su persona: «Paz, Prudencia, Lealtad, Templanza, Abnegación, Patria, Fortaleza, Victoria, Patriotismo, Justicia, Ley, Heroísmo, Logroño y España». En uno de los laterales de la base figura la inscripción «A Espartero» acompañada de una guirnalda, todo ello igualmente en bronce.

## Historia del monumento

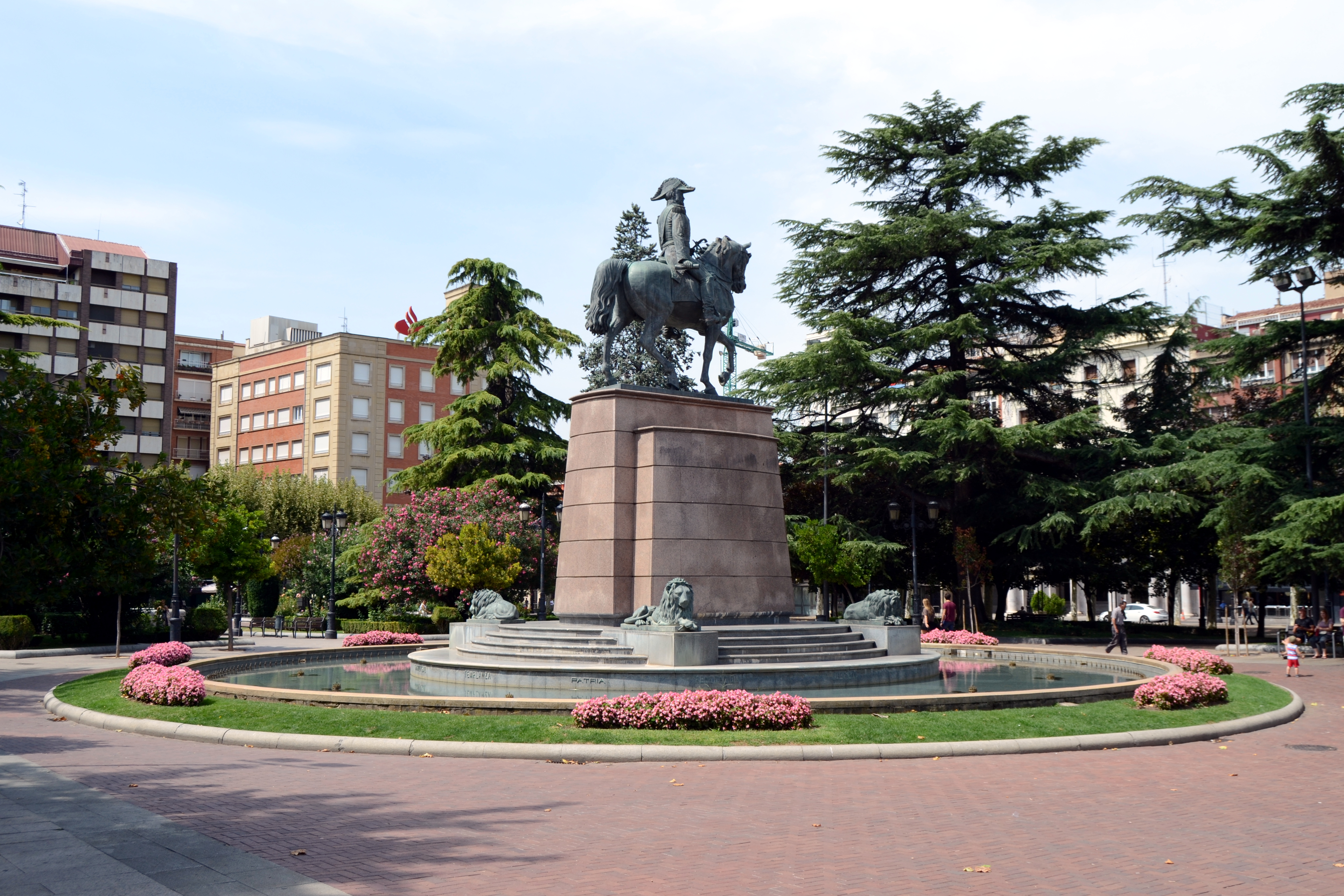
Vista de espaldas

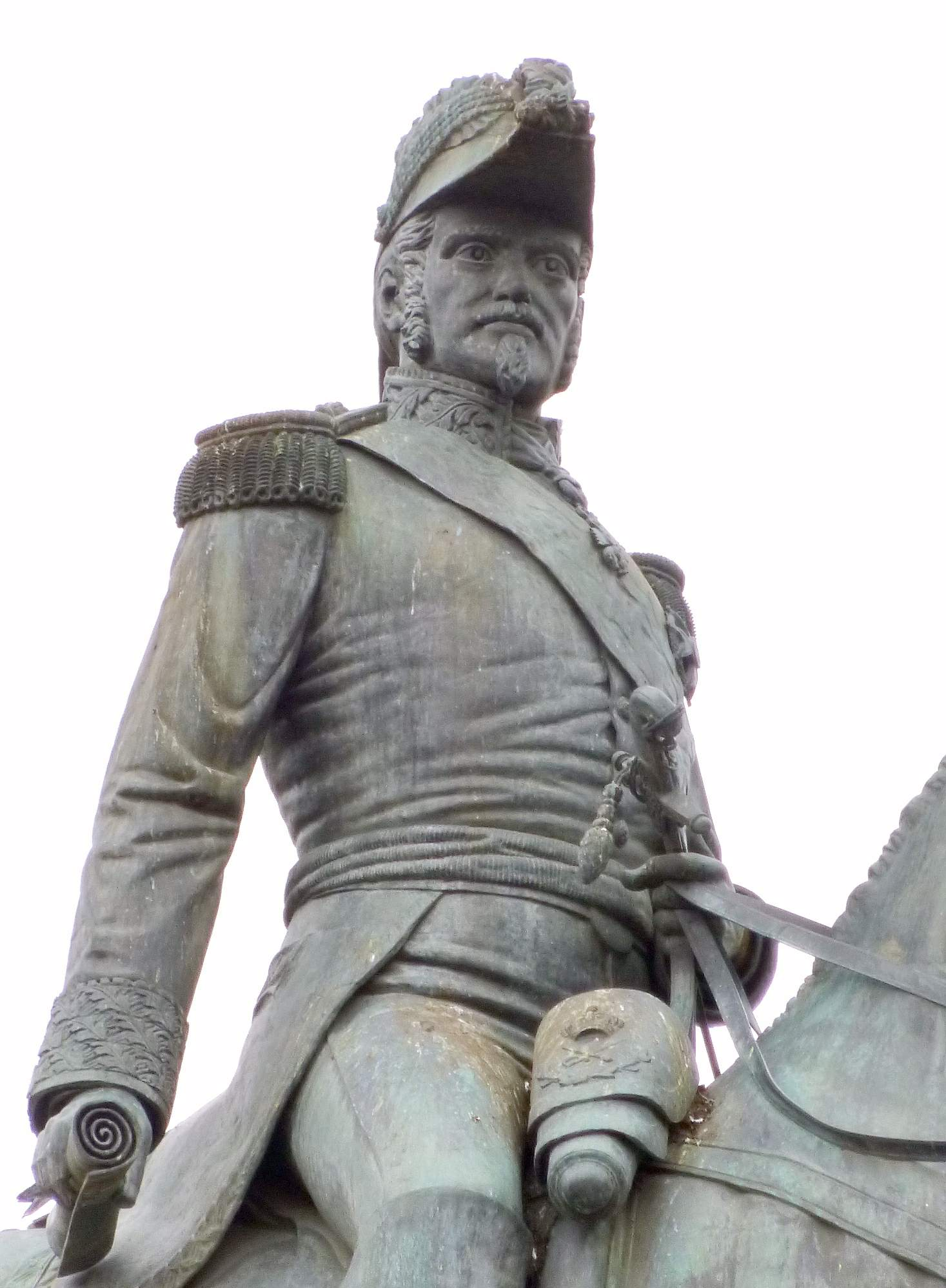
Detalle de Espartero

El 27 de febrero de 1872 se procedió a la colocación de la primera piedra, haciéndola coincidir con la fecha del cumpleaños del General, quién entonces era ya vecino de Logroño. Se inició la construcción por suscripción nacional, y su presupuesto se elevó a la cantidad de cien mil pesetas.
Se construyó según el proyecto de Francisco de Luis y Tomás, de forma muy distinta a la idea original, del escultor P. Gilbert. La estatua ecuestre, así como los leones, fueron fundidos con bronces procedentes de cañones y realizados en Barcelona, en los talleres de José Comas Blanch.
Fue inaugurado el 23 de septiembre de 1895 por el poeta Gaspar Núñez de Arce.

## Monumentos similares

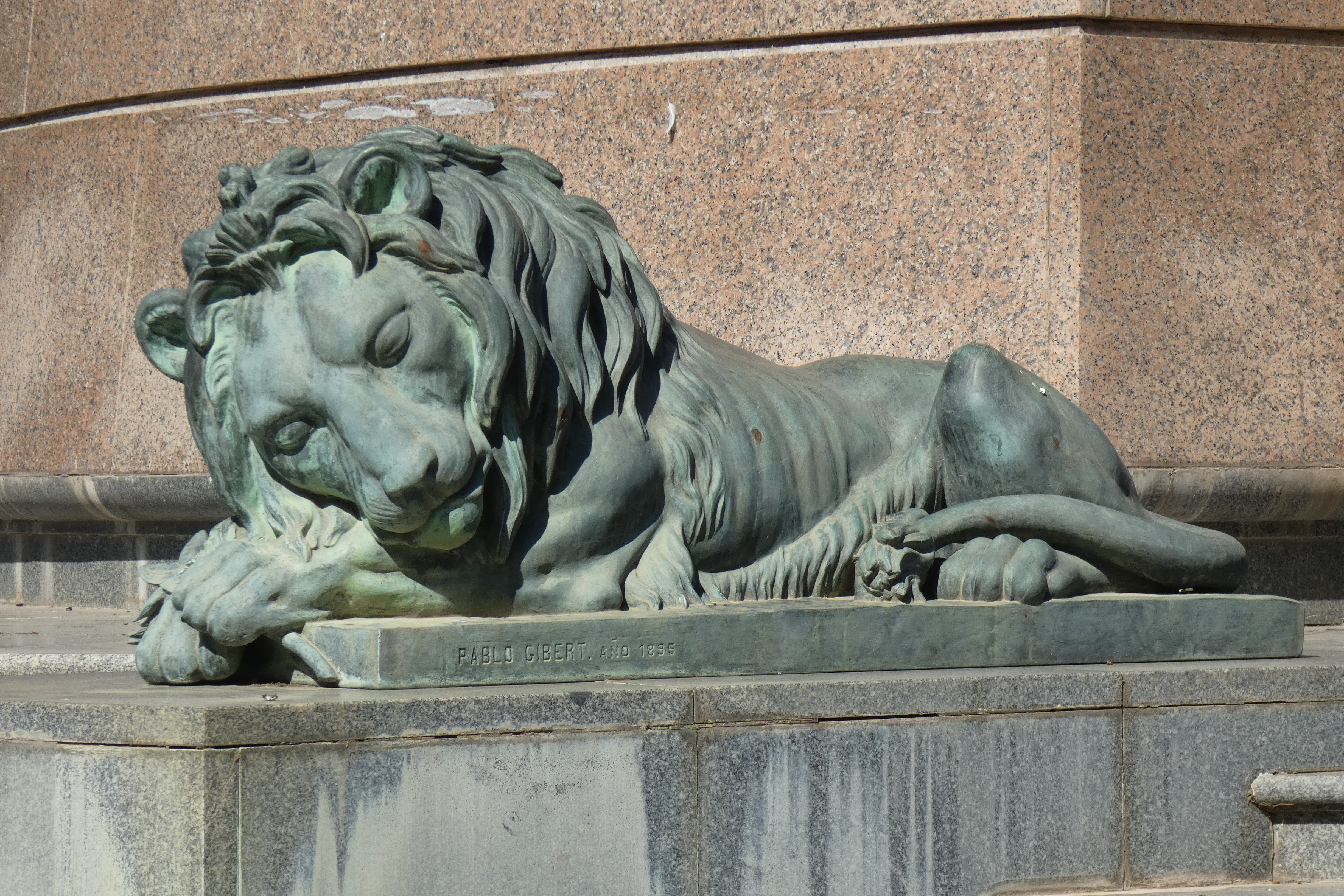
Escultura de uno de los leones

En Madrid, junto al parque del Retiro, hay un monumento similar. También representa a Espartero montado a caballo. Mientras que en la capital riojana el general lleva puesto el sombrero en Madrid lo lleva en la mano. Existe otra en Granátula de Calatrava (Ciudad Real), su ciudad natal, en una plazoleta junto al cruce de la carretera Almagro-Calzada y Moral de Calatrava, a escasos metros de la casa donde nació.